# Lauda
Se llama lauda o laude a la cubierta de sarcófago o sepultura de piedra o de metal grabada con la imagen de la persona enterrada así como con inscripciones alusivas a ella y al objeto de la obra. 
Las laudas se utilizaron mucho en los últimos siglos de la Edad Media y comienzos de la moderna y se conservan algunas de gran mérito artístico. 

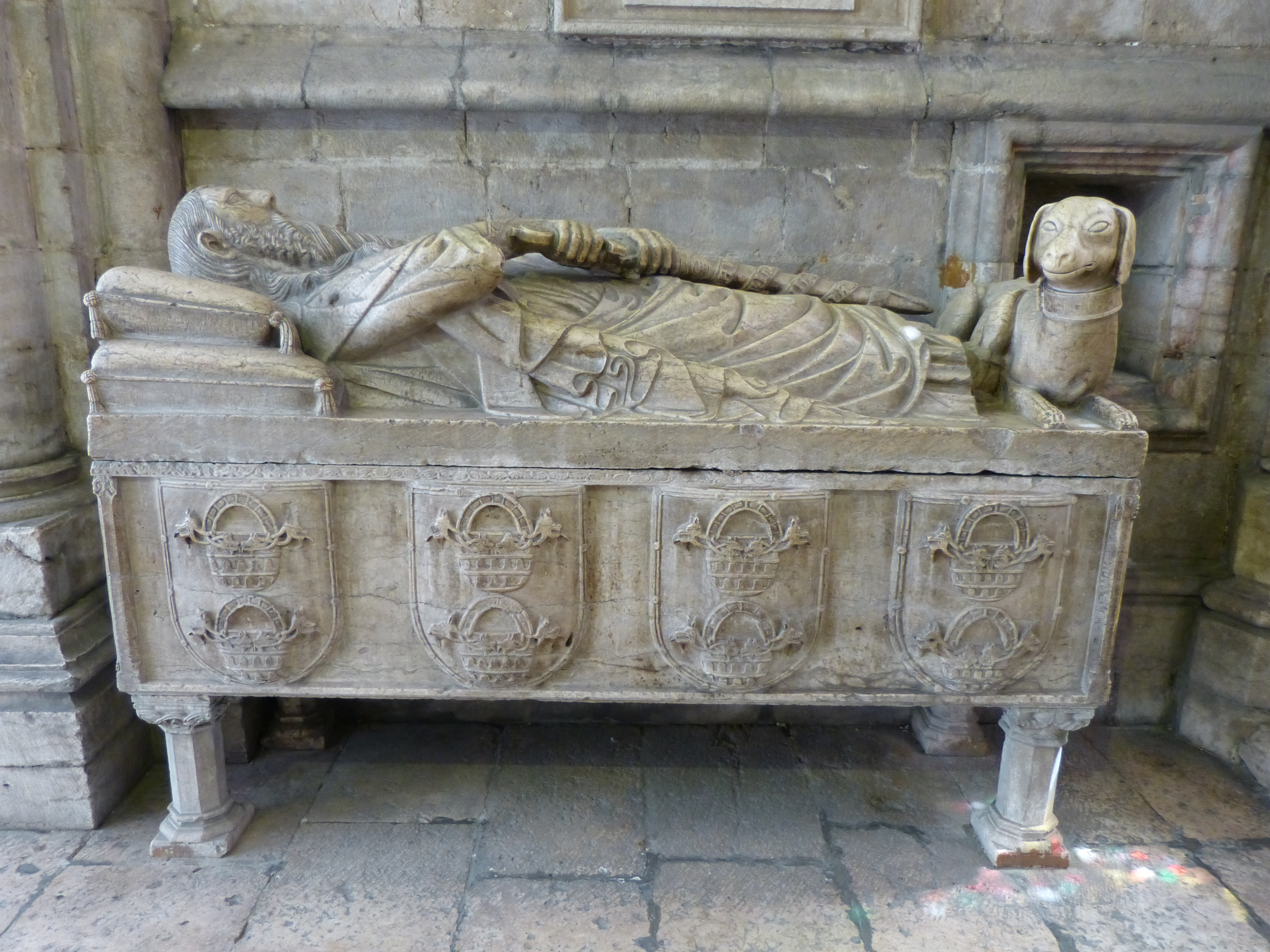
Lauda en la tumba de Lopo Fernandes Pacheco en la Catedral de Lisboa
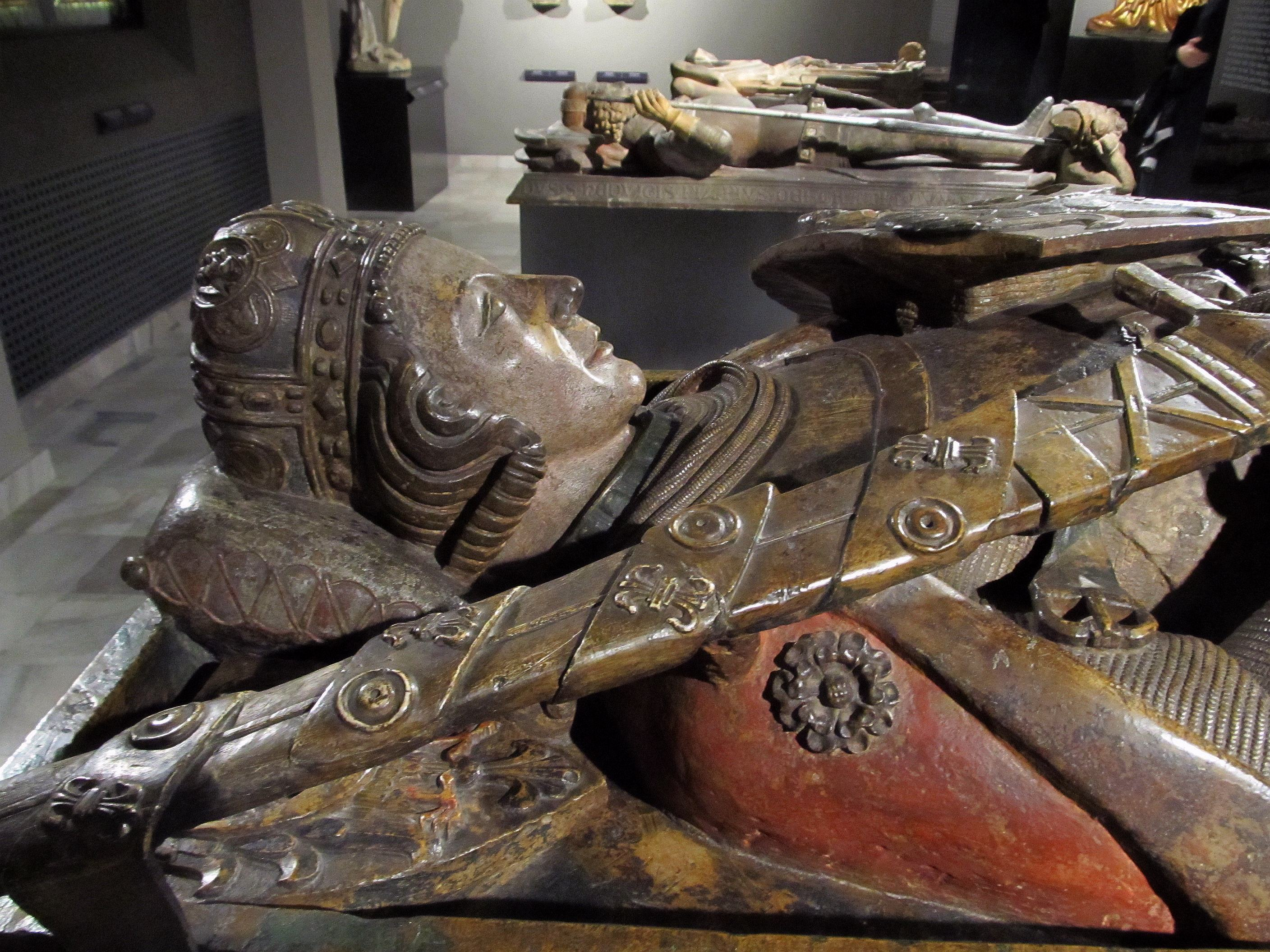
Tumba de Enrique IV de Silesia, en Polonia
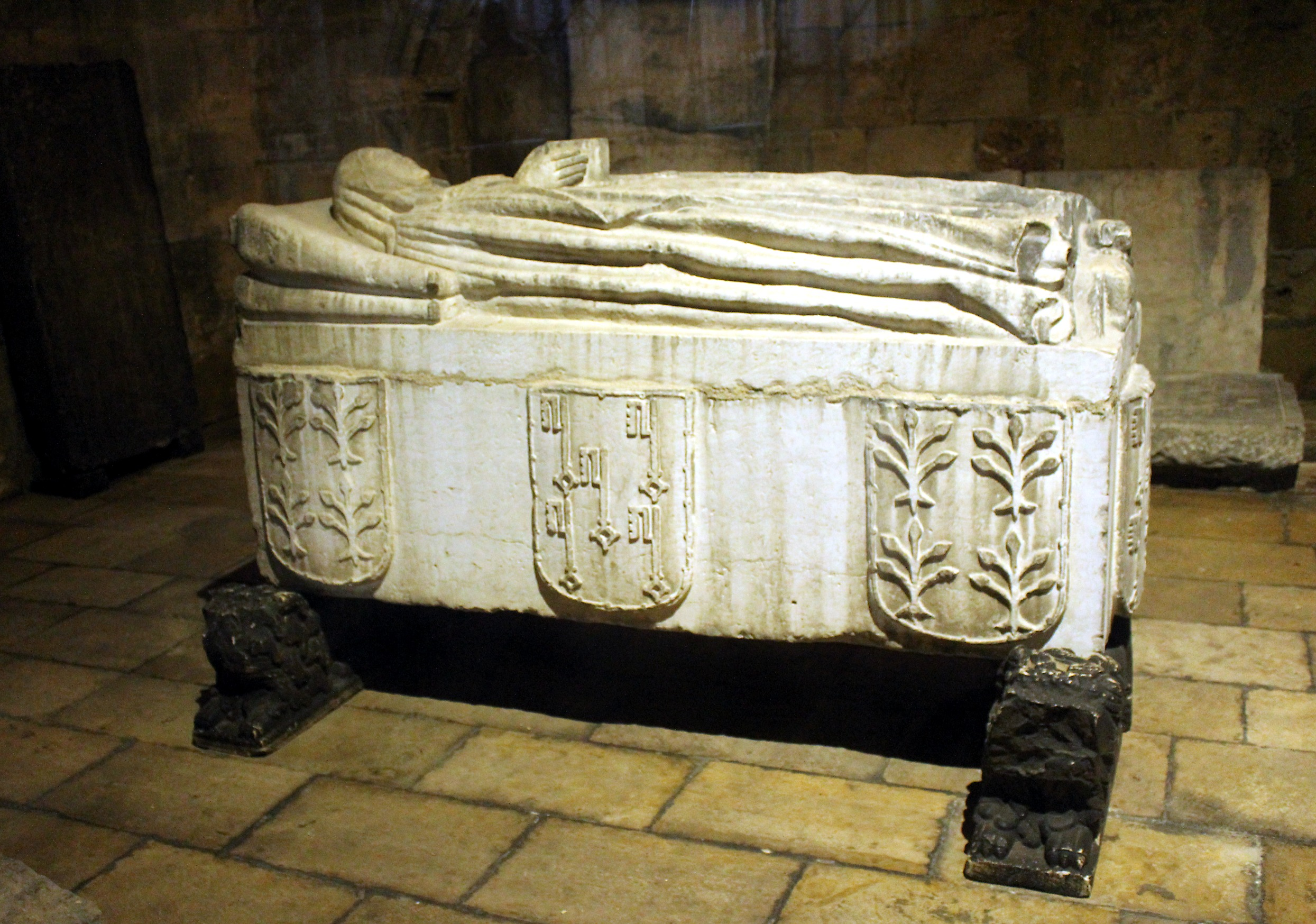
Tumba de María Albernaz en la Catedral de Lisboa
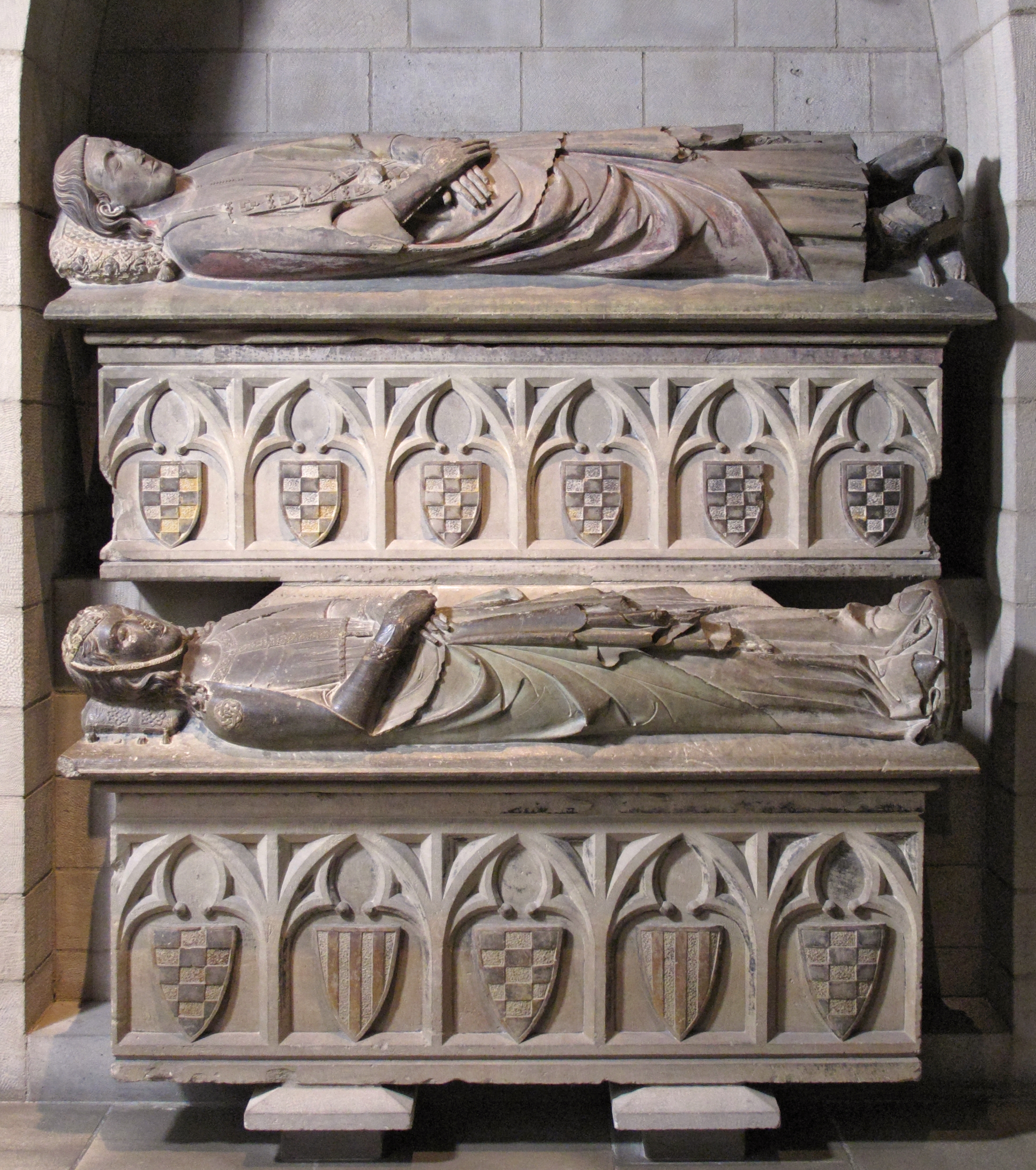
Tumba doble de Don Àlvar Rodrigo de Cabrera, Conde de Urgel y su mujer Cecília de Foix
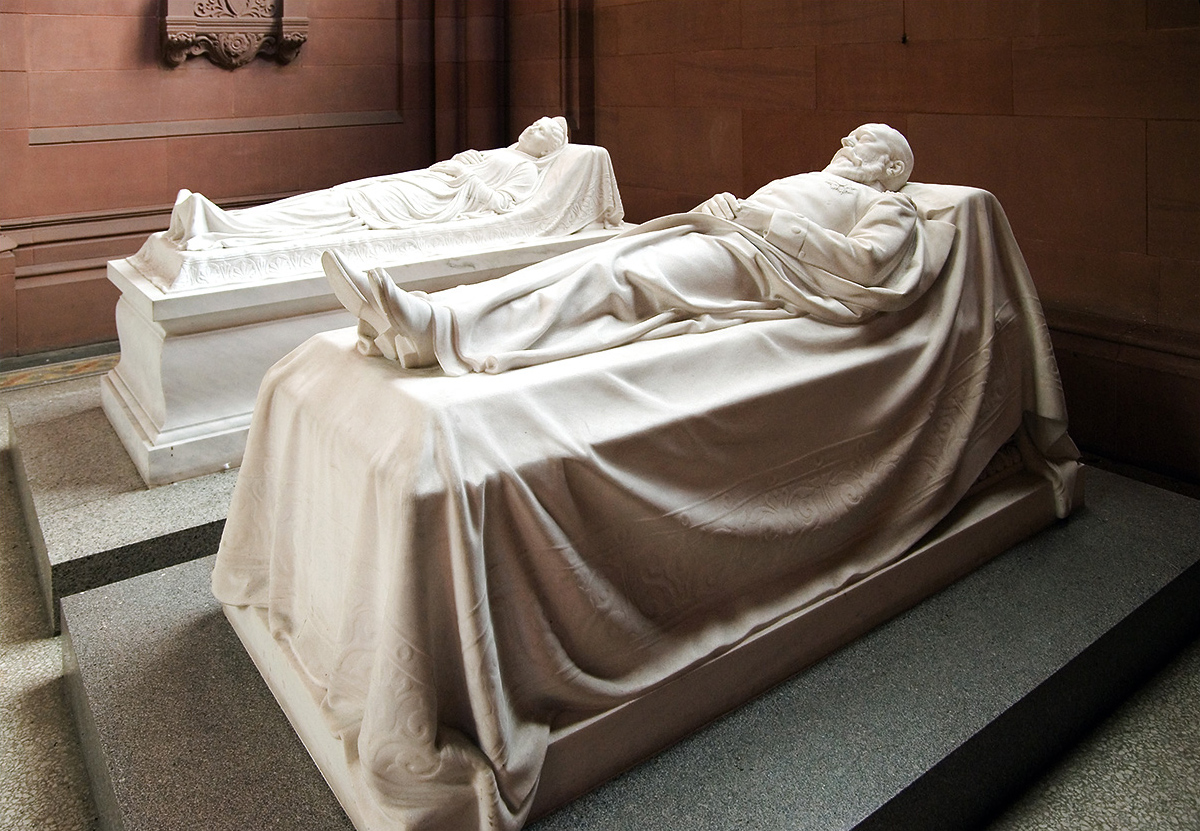
Sarcófago de la princesa Luisa de Prusia y su marido Federico I Gran duque de Baden